# Супер Рагби
Супер рагби (енгл. Super Rugby) је најјаче клупско рагби јунион такмичење на свету. У овој лиги учествују тимови из Јапана, Аргентине, Јужне Африке, Аустралије и Новог Зеланда.

## Историја
Број тимова се мењао кроз историју. Први пут Супер рагби 1996. је бројао 12 тимова. 2006. се проширио на 14 тимова, 2011. на 15 тимова, а од 2016. ће бити 18 тимова ( 6 из Јужне Африке, 5 из Аустралије, 5 са Новог Зеланда, 1 из Јапана и 1 из Аргентине ).
Листа шампиона
Супер рагби 1996. Блузси
Супер рагби 1997. Блузси
Супер рагби 1998. Крусејдерси
Супер рагби 1999. Крусејдерси
Супер рагби 2000. Крусејдерси
Супер рагби 2001. Брамбиси
Супер рагби 2002. Крусејдерси
Супер рагби 2003. Блузси
Супер рагби 2004. Брамбиси
Супер рагби 2005. Крусејдерси
Супер рагби 2006. Крусејдерси
Супер рагби 2007. Булс
Супер рагби 2008. Крусејдерси
Супер рагби 2009. Булс
Супер рагби 2010. Булс
Супер рагби 2011. Квинсленд Редс
Супер рагби 2012. Чифс
Супер рагби 2013. Чифс
Супер рагби 2014. Воратаси
Супер рагби 2015. Хајлендерси
Супер рагби 2016. Херикејнси

## О такмичењу
Супер рагби се игра сваке године, тимови су у регуларном делу подељени по дивизијама, а после лигашког дела игра се плеј оф. У четвртфиналу, полуфиналу и финалу нема реванша. Супер рагби је најгледанија рагби јунион лига на свету, просечно је на свакој утакмици око 20 000 гледалаца. Супер рагби привлачи велику медијску пажњу, тв преноси иду у преко 40 држава широм света.

## Сезона 2016.
У сезони 2016, учествоваће 18 тимова:
Санвулвси - Јапан
Џагуарси - Аргентина
Брамбиси - Аустралија
Вестерн Форс - Аустралија
Воратаси - Аустралија
Квинсленд Редс - Аустралија
Мелбурн Ребелс - Аустралија
Блузси - Нови Зеланд
Крусејдерси - Нови Зеланд
Херикејнси - Нови Зеланд
Хајлендерси - Нови Зеланд
Чифс - Нови Зеланд
Булс - Јужна Африка
Лајонс (рагби јунион) - Јужна Африка
Садерн кингс - Јужна Африка
Стормерс - Јужна Африка
Централ Читас - Јужна Африка
Шаркс - Јужна Африка

## Рекорди
Тимски рекорди
Највише победа у низу
Крусејдерси 15 победа
Најубедљивија победа
Булси - 89 поена разлике против Редса
Индивидуални рекорди
Највише есеја у историји супер рагбија
Даг Хаулет 59 есеја
Највише поена у историји супер рагбија
Ден Картер - 1553 поена
Највише одиграних мечева у супер рагбију
Кевин Меаламу 175 мечева